# Heřmanice u Oder
Pour les articles homonymes, voir Heřmanice.
Heřmanice u Oder (en allemand : Gross Hermsdorf) est une commune du district de Nový Jičín, dans la région de Moravie-Silésie, en République tchèque. Sa population s'élevait à 338 habitants en 2020.

## Géographie
Heřmanice u Oder se trouve à 8 km à l'ouest de Fulnek, à 21 km au nord-ouest de Nový Jičín, à 35 km à l'ouest-sud-ouest d'Ostrava et à 245 km à l'est-sud-est de Prague.
La commune est limitée par Odry au nord, par Fulnek à l'est, par Odry au sud-est et au sud, et par Heřmánky à l'ouest.

## Histoire
La première mention écrite de la localité date de 1374.

## Administration
La commune se compose de deux quartiers :
- Heřmanice u Oder
- Véska